# Kepuh Doko
Kepuh Doko is een bestuurslaag in het regentschap Jombang van de provincie Oost-Java, Indonesië. Kepuh Doko telt 2384 inwoners (volkstelling 2010).